# 피트니스 (애플)
피트니스(Fitness, 이전 이름: 활동(Activity))는 애플이 개발한 운동 추적 도우미 앱으로, 애플 워치가 연결된 아이폰(iOS 8.2 이상)에서 사용할 수 있으며, iOS 16 출시와 함께 워치 연결 여부와 관계없이 모든 아이폰으로 확장되었다. 이 앱은 애플 워치 또는 지원되는 타사 앱 및 운동 기기에서 기록된 사용자 운동의 요약 보기를 표시하며, 모든 애플 피트니스+ 콘텐츠의 본거지 역할을 한다.

## 기능
이 앱은 일일 활동 목표인 세 가지 '활동 링'을 표시하며, 사용자에게 하루가 끝날 때까지 모든 링을 '채우도록' 권장한다. 움직임 링은 소모된 다이어트 칼로리 또는 킬로줄(정지 상태 외에), 운동 링은 운동에 소요된 시간(분), 서기 링은 최소 1분 이상 서 있었던 시간(시간)을 추적한다. 연결된 애플 워치 없이 앱을 사용할 경우, 운동 및 서기 측정치는 아이폰을 사용하여 측정할 수 없으므로 사용자의 움직임 링만 표시된다. 활동 링은 다른 사람들과 공유하여 데이터를 비교하고 경쟁을 시작할 수 있으며, 7일 동안 가장 많이 링을 채운 사람에게 보상을 제공한다. 사용자는 개인 기록 설정 또는 기간 한정 챌린지 참가 등 사용자 성과에 따라 다양한 보상을 받을 수 있다. 보상은 에나멜 핀 또는 배지의 디지털 등가물이다.
애플 워치의 운동 앱을 통해 기록된 모든 운동은 피트니스 앱의 '요약' 탭을 통해 볼 수 있으며, 운동 유형에 따라 심박수와 같은 관련 측정치 및 HealthKit 데이터를 포함한다. 야외 활동의 경우, 요약에는 운동 당시의 날씨 조건과 운동 중 이동한 경로를 보여주는 지도가 포함된다. iOS 15부터는 요약 탭에서 마음챙김 활동 기록도 볼 수 있다. 180일이 지나면 앱은 현재 및 지난 90일 동안의 평균 운동 추세를 사용자에게 보여주기 시작하며, 다양한 측정치 옆에 화살표를 표시한다. 위를 향하는 화살표는 해당 영역의 개선을 나타내고, 아래를 향하는 화살표는 감소를 나타낸다.

## 애플 피트니스+
애플 피트니스+는 2020년 12월 14일에 공식적으로 출시된 광고 없는 주문형 비디오 가이드 운동 스트리밍 서비스이다. 이 서비스는 피트니스 전문가가 제공하는 여러 비디오 운동 가이드 및 루틴을 제공하며, 비디오의 오른쪽 상단 모서리에 애플 워치에서 제공되는 운동 통계를 실시간으로 표시한다. 각 운동은 엄선된 플레이리스트에 맞춰져 있으며, 애플 뮤직 구독자는 운동 플레이리스트를 기기에 다운로드하여 다른 용도로 사용할 수 있다.
이 서비스는 아이폰, 아이패드, 애플 TV의 피트니스 앱에서 사용할 수 있으며, 월 9.99달러, 연 79.99달러이거나 애플 원의 프리미엄 등급에 포함되어 있다.

### 이용 가능한 운동
코어, 사이클링, 댄스, 고강도 인터벌 트레이닝(HIIT), 명상, 마음챙김 정리 운동, 로잉, 근력, 트레드밀 걷기, 트레드밀 달리기, 킥복싱, 필라테스, 요가 등 13가지 활동에 대한 운동이 제공된다. 대부분의 운동은 세 명의 트레이너가 진행하며, 한 명은 호스트의 운동을 변형한 덜 강도 높은 버전을 수행한다. 세 번째 강사는 기본 강사와 동일하게 진행하거나, 경우에 따라 더 강도 높은 버전을 수행한다. 짧은 운동도 제공되며, 이 운동은 한 명의 강사만 있고 특정 운동에 익숙하지 않은 사람들을 위한 추가 지침을 포함한다.
2023년 11월 기준으로 애플 피트니스+는 인터넷에서 가장 큰 4K 운동 라이브러리를 보유하고 있다. 애플 피트니스+는 5분에서 45분까지 다양한 4000개 이상의 운동을 제공한다. 애플 피트니스+는 장애 전문가 도입 이후 다양성과 포용성으로 칭찬받아왔다. 또한 애플 피트니스는 운동에 장비가 필요 없지만, 경험을 향상시키기 위해 기본적인 덤벨을 추가할 수 있다고 언급했다.
2021년 1월 21일, 첫 번째 "걷기 시간" 오디오 운동이 소개되었다. 이 야외 걷기 팟캐스트는 학계, 연예계, 스포츠계 유명 인사들이 진행하며, 대화와 짧은 플레이리스트를 혼합한다. 유사하게, 2022년 1월 10일에는 "달리기 시간" 운동이 서비스에 추가되었는데, 이는 트레이너가 전 세계 여러 도시의 인기 달리기 코스를 완주하면서 청취자에게 코칭과 팁을 제공하는 내용이다.

### 출시
피트니스+는 출시 당시 호주, 캐나다, 아일랜드, 뉴질랜드, 영국, 미국에서 사용할 수 있었다. 2021년 10월 25일, 애플은 2021년 11월 3일부터 피트니스+가 15개국에 추가로 제공되어 서비스 이용 가능 국가 수가 총 21개국으로 늘어날 것이라고 발표했다. 신규 및 기존 시장 모두에서 피트니스+는 영어로 제공되며, 브라질 포르투갈어, 영어, 프랑스어, 독일어, 이탈리아어, 러시아어, 스페인어 자막이 제공된다.
iOS 16.1 출시와 함께, 사용자들은 애플 워치 없이도 애플 피트니스+를 구독할 수 있게 되었지만, 운동 중 표시되는 측정치는 더 적다.
iOS 17 출시와 함께 애플 피트니스+ 사용자들은 새로운 맞춤형 플랜 및 오디오 포커스 기능을 받았다.
iOS 18 및 watchOS 11과 함께 애플은 다음과 같은 새로운 기능을 선보인다. 사용자는 개요 화면을 개인화하고 홈 및 잠금 화면에서 피트니스 위젯을 활용할 수 있다. 새로운 "운동 부하" 기능은 운동 강도를 분석한다. "활력" 보기는 수면 중에 수집된 건강 데이터를 요약한다. 또한, 매일 활동 링에 대한 개별 목표를 설정할 수 있으며, 필요한 경우 링을 최대 90일까지 일시 정지할 수 있다. 일기 앱과의 새로운 통합을 통해 마음챙김 시간 및 기분 기록을 추적할 수 있다.

## 같이 보기
- Apple Health
- 구글 핏